# Kościół Chrystusa Króla w Gorzowie Wielkopolskim
Kościół pw. Chrystusa Króla w Gorzowie Wielkopolskim – kościół rzymskokatolicki należący dp parafia Chrystusa Króla w Gorzowie Wielkopolskim, dekanacie Gorzów Wielkopolski – Chrystusa Króla, diecezji zielonogórsko-gorzowskiej, metropolii szczecińsko-kamieńskiej, zlokalizowany w Gorzowie Wielkopolskim, mieszczący się przy rogu ulic: Woskowej i Grobla w dzielnicy Zawarcie.

## Historia
Jest to dawna ewangelicka świątynia Marcina Lutra (obecnie nosi wezwanie Chrystusa Króla). Budowę tego kościoła planowano już przed 1914 roku z inicjatywy pierwszego duszpasterza szybko rozwijającej się dzielnicy przemysłowej Paula Textora. Jednak plany te opóźniła I wojna światowa. Stało się to dopiero w 1930 roku, kiedy to powstała świątynia nosząca cechy modernistyczne z ekspresjonistycznym szykiem zaprojektowana przez architekta Curta Steinberga (1880-1960) z Berlina.

## Architektura
Jest to klinkierowa rotunda z dachem stożkowym i ażurową wieżą zwieńczoną wielometrowym krzyżem. Wysokie, czworokątne okna oświetlają wnętrze pokryte kopułowym sklepieniem. Prezbiterium jest tylko w małym stopniu podwyższone, naprzeciw niego są umieszczone ławki i prospekt organowy pochodzący z czasów budowy kościoła. Jedyny okrągły kościół Gorzowa ma swój urok i skłania do religijnej medytacji. W oknach prezbiterium są umieszczone współczesne witraże wykonane na pielgrzymkę papieża Jana Pawła II do ojczyzny w czerwcu 1997 roku.

## Galeria

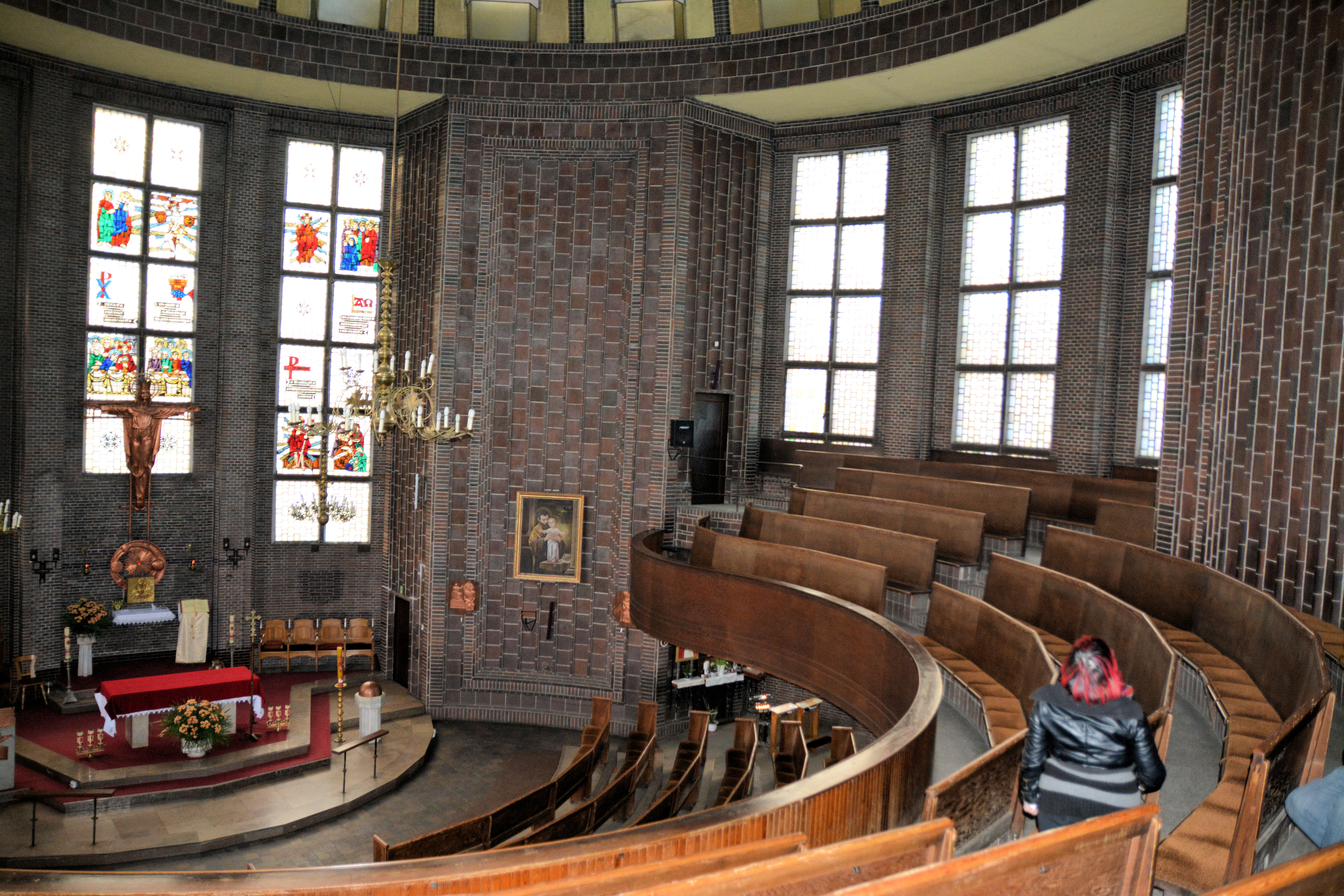
Wnętrze
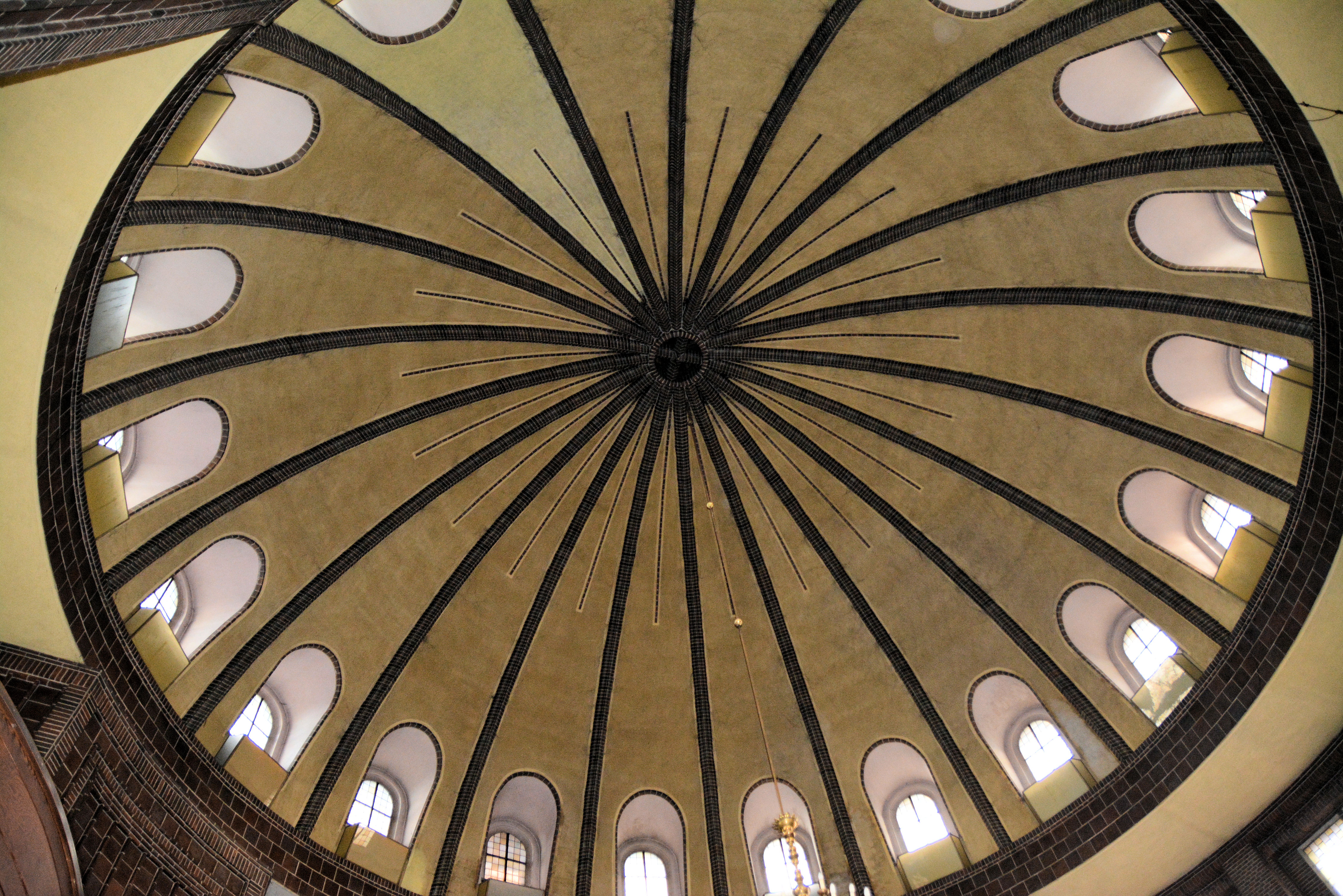
Kopuła
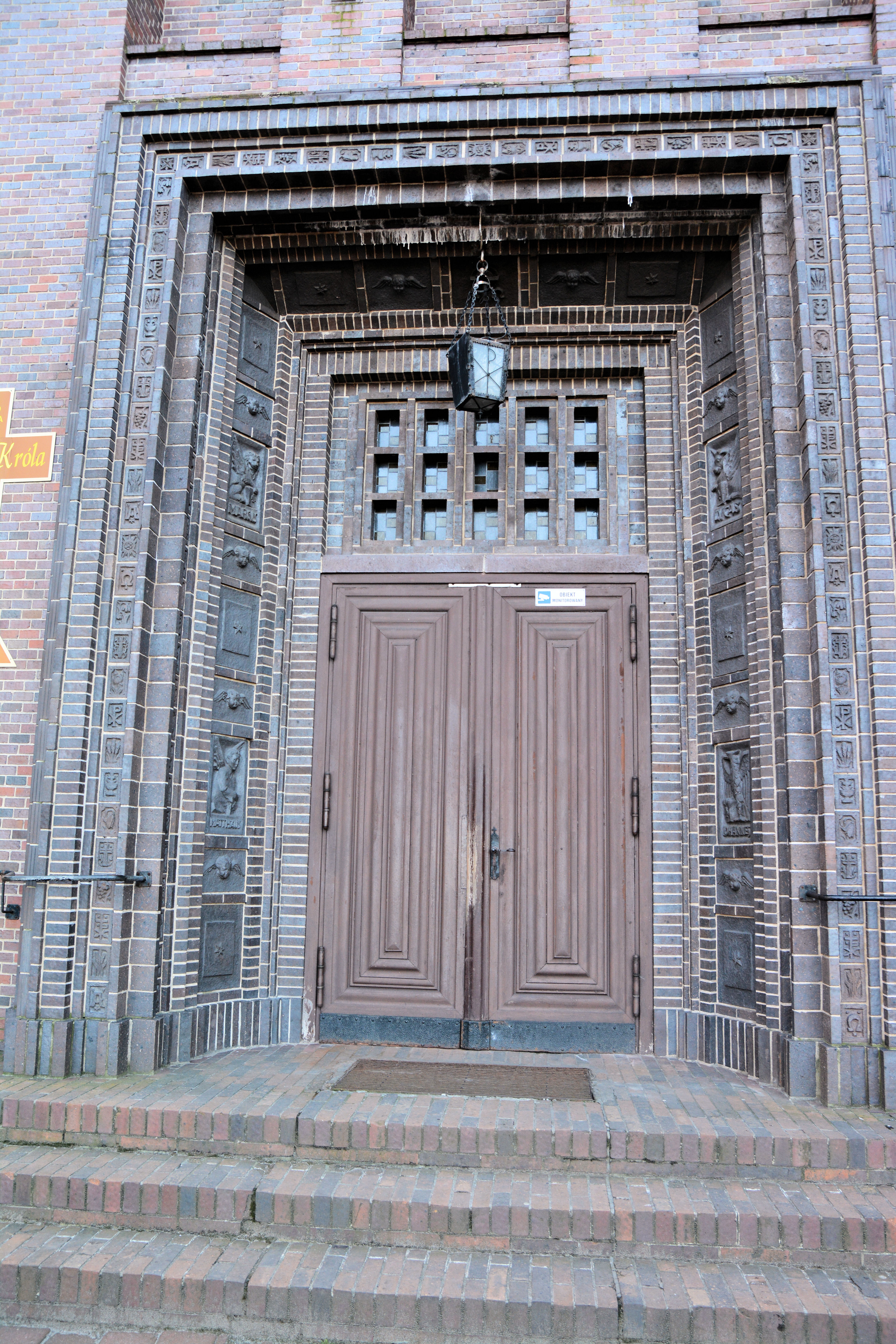
Portal